# Kanton Bouloire
Der Kanton Bouloire war von 1790 bis 2015 ein französischer Wahlkreis im Arrondissement Mamers, im Département Sarthe und in der Region Pays de la Loire; sein Hauptort war Bouloire.
Bis zur Verwaltungsgebietsreform vom 15. Februar 2006 gehörte der Kanton zum Arrondissement Le Mans.

## Geografie
Der Kanton Bouloire lag im Mittel 113 Meter über Normalnull, zwischen 64 Metern in Thorigné-sur-Dué und 182 Metern in Coudrecieux. Der Kanton lag im Osten des Départements Sarthe. Im Norden grenzte er an die Kantone Montfort-le-Gesnois, Tuffé und Vibraye, im Osten an den Kanton Saint-Calais, im Süden an den Kanton Le Grand-Lucé und im Westen an den Kanton Le Mans Est-Campagne.

## Gemeinden
Der Kanton Bouloire bestand aus acht Gemeinden:
| Gemeinde                   | Einwohner Jahr | Fläche km² | Bevölkerungsdichte | Code INSEE | Postleitzahl |
| -------------------------- | -------------- | ---------- | ------------------ | ---------- | ------------ |
| Bouloire                   | 2.106 (2013)   | 26,77      | 79 Einw./km²       | 72042      | 72440        |
| Coudrecieux                | 656 (2013)     | 24,27      | 27 Einw./km²       | 72094      | 72440        |
| Maisoncelles               | 185 (2013)     | 11,10      | 17 Einw./km²       | 72178      | 72440        |
| Saint-Mars-de-Locquenay    | 541 (2013)     | 21,78      | 25 Einw./km²       | 72298      | 72440        |
| Saint-Michel-de-Chavaignes | 772 (2013)     | 18,37      | 42 Einw./km²       | 72303      | 72440        |
| Thorigné-sur-Dué           | 1.611 (2013)   | 18,99      | 85 Einw./km²       | 72358      | 72160        |
| Tresson                    | 462 (2013)     | 29,22      | 16 Einw./km²       | 72361      | 72440        |
| Volnay                     | 880 (2013)     | 19,84      | 44 Einw./km²       | 72382      | 72440        |

## Bevölkerungsentwicklung
| 1962 | 1968 | 1975 | 1982 | 1990 | 1999 | 2006 |
| ---- | ---- | ---- | ---- | ---- | ---- | ---- |
| 7236 | 6819 | 6275 | 6043 | 6177 | 6543 | 6862 |